# Erich Klossowski
Erich Klossowski sau Kłossowski (n. 19 decembrie 1875, Ragnit, Prusia Răsăriteană – d. 23 ianuarie 1949, Sanary-sur-Mer, Franța) a fost un istoric de artă și pictor de origine polonezo-germano-franceză, cel mai bine cunoscut ca fiind tatăl filozofului, scriitorului și pictorului Pierre Klossowski precum și tatăl lui Balthus.

## Biografie
Enrich provenea din nobilimea poloneză care a trăit în partea prusacă a Poloniei de azi. Familia Klossowski avea semnul heraldic Rola. Fiul său Balthus și-a adăugat ulterior la numele de familie, Klossowski, sintagma heraldică "de Rola".
Erich Klossowski a scris în limba germană una din primele monografii ale lui Honoré Daumier, carte care a fost publicată pentru prima dată la München în anul 1908 și reeditată în anul 1914. Kłossowski s-a căsătorit cu artista Baladine Klossowska pe care Rainer Maria Rilke o numește "Merline". Mai târziu Erich Klossowski împreună cu Baladine s-au mutat la Paris. Erich a murit în Franța în localitatea Sanary-sur-Mer în 1949, aceeași localitate unde și-a găsit sfârșitul și pictorul polonez de origine evreiască Moise Kisling în 1953.